# Земя (филм, 1956)
Вижте пояснителната страница за други значения на Земя.
„Земя“ е български игрален филм (драма) от 1956 година на режисьора Захари Жандов, по сценарий на Веселин Ханчев. Оператор е Бончо Карастоянов. Създаден е по повестта „Земя“ на Елин Пелин. Музиката във филма е композирана от Любомир Пипков.

## Състав

### Актьорски състав
| Роля                       | Изпълнител |
| -------------------------- | --- |
| Еньо, брат на Иван         | Богомил Симеонов |
| Станка, приятелка на Цвета | Славка Славова |
| Цвета                      | Гинка Станчева |
| Иван, брат на Еньо         | Стефан Петров |
| Ана, жена на Иван          | Кунка Баева |
| Георги Бъзунека            | Борислав Иванов |
| Илчовица, майка на Цвета   | Заслужил артист Елена Хранова |
| Илчо, баща на Цвета        | Николай Дойчев |
| В епизодите:               | Заслужил артист Любомир Бобчевски Христо Динев Найчо Петров Стефан Куюмджиев Димитър Пешев Мара Андонова Никола Дадов Теофан Хранов Марин Тошев Трифон Джонев |

### Творчески и технически екип
| Режисьор            | Захари Жандов                                                      |
| Сценарий            | По повестта на: Елин Пелин Сценарий: Веселин Ханчев                |
| Оператор            | Бончо Карастоянов                                                  |
| Художник            | Хосе Санча                                                         |
| Костюми             | Ана Лъскова                                                        |
| Архитект            | Дора Недялкова                                                     |
| Музика              | Народен артист Любомир Пипков                                      |
| Звукооператор       | Дончо Хинов                                                        |
| Монтаж              | Елена Попова                                                       |
| Асистент-режисьори  | Огнян Данаилов Лило Беличовски                                     |
| Асистент-оператори  | Тодор Стоянов Сава Бояджиев                                        |
| Грим                | Христо Найденов                                                    |
| Консултанти         | Райна Кацарова Кръстю Генов                                        |
| Директор            | Дончо Тодоров                                                      |
| Музиката изпълнява: | Симфоничния оркестър на кинематографията Диригент Константин Илиев |
| Производство        | Студия за игрални филми „СОФИЯ“ /Copyright © 1956/                 |